# 미키 커티스
미키 커티스(Michael Brian Curtis, 1938년 7월 23일 ~ )는 일본의 배우, 가수, 음악 프로듀서, 탤런트, 라쿠고가이다.
미나토구에서 태어났다.

## 방송
- 버려진 고양이를 주운 남자
- 평온한 고향
- 엔젤하트
- 캐럴링 ~크리스마스의 기적~
- 엔드리스 어페어~끝이 없는 정사~